# Laxmand
Laxmand var en dansk uradelssläkt, som först är känd genom ett dokument där Peder Laxmand nämns som deltagare vid fredsfördraget i Nyborg 1315 mellan kung Erik Menved och hans broder Kristoffer hertig av södra Halland.
Vapen
Blasonering: En simmande vit svan med en guldring i näbben över tre vita vågor i blått fält, på hjälmen två vita svanhalsar med en guldring.

## Historia
Peder Laxmand den äldre var sannolikt farfar till "gamle" Peder Laxmand (d. 1401), som fick sonen Poul Laxmand till Valden och Knabstrup (d. 1443), var riksråd 1434 och blev av Lisbet Bryske kallad "Rige”. Poul var en ivrig motståndare till Erik av Pommern och mäktiga förespråkare till kyrkans oberoende. Han krönte Christoffer Bayern och fick tiondet infört till biskopsämbetet. 
Hans brorson Poul Laxmand (d.1502) hade egendomar i Nielstrup och Sandholt på Fyn, Asserbo i Själland, Ågerup i Skåne och Valden i Halland. Han utsågs till riksråd 1483 och blev rikshovmästare1490. Vidare deltog han i många unionsmöten och verkar ha haft en stor inverkan på kung Hans politik och unionens säkerställande. Tillsammans med flera medlemmar av den Skånska adeln ledde han en bitter kamp med ärkebiskop Birger i Lund. Som ledere för flottan följde han kungen 1502 på dennes olycksamma fälttåg till Stockholm. Återkommen till Danmark visade sig avundsamma fiender, och han blev överfallen av länsmannen Örum Ebbe Strangesen och Bjørn Andersen Bjørn till Stenalt. Dråparna sårad Paul dödligt varpå de kastade honom i vattnet med orden: "Du hamnat i vattnet, simma nu". Kort därefter framförde kungen ett klagomål om den avlidne rikshovmästaren, vilken anklagades för att ha stått i förrädisk kontakt med svenskarna. Riksrådet dömde att alla hans gods skulle dras in till kronan, trots ett försvar av Pouls nära vänner och släktingar. 
Först under kung Frederick fick Pauls barn tillbaka en del av egendomarna, som en kompensation för mödrarnas illdåd. 
Till en annan gren av släkten hörde Steen Madsen Laxmand till Rönneholm (d. 1615), vilken blev anlitad som skeppmästare. Hans broder Peder Madsen Laxmand till Fröslev blev länsdomare i norra Halland.
Med Gabriel Laxmand dog ätten ut på svärdssidan 1642.
Sätesgårdar inom ätten
- Vallen i Våxtorps socken, Höks härad har bebotts av Pål Laxman och hans son Peder Laxmand.
- Gåsevadholm i Tölö socken Fjäre härad ärvdes av Märeta Störle efter fadern Peder Störle, varvid maken Mats Stensson Laxmand kom att bli delägare. Godset stannade i släkten till 1625, eller strax före, då Gabriel Laxmand sålde till Claus Ejlersson i släkten Brockenhuus.

## Medlemmar ur släkten
- Peder Laxmand känd efter 1315
- Hans Laxmand död 1443, ärkebiskop[4]
- Poul Laxmand död 1502, rikshovmästare